# Ernst Stoiber
Ernst-Paul Stoiber (* 10. Mai 1922 in Salzburg; † 10. Juni 1943 im Strafgefängnis Stadelheim, München) war ein österreichisch-deutscher Tischler, Widerstandskämpfer und Opfer der NS-Kriegsjustiz.

## Leben und Tätigkeit

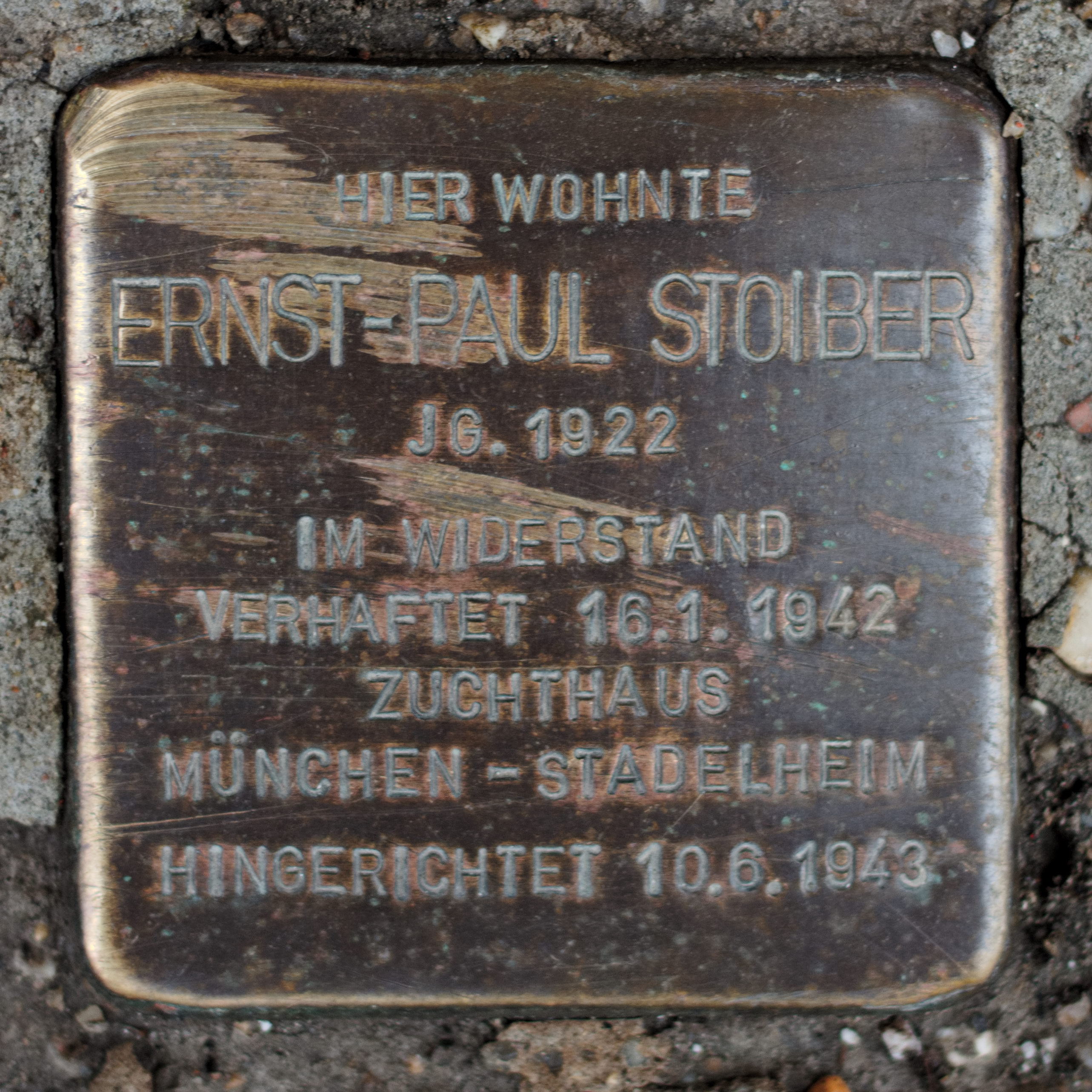
Stolperstein für Ernst-Paul Stoiber in der Fanny-von-Lehnert-Straße 6 im Salzburger Stadtteil Elisabeth-Vorstadt

Stoiber war das Kind des Eisenbahners Michael Stoiber und seiner Frau Franziska und hatte eine jüngere Schwester Irmgard. Er erlernte das Tischlerhandwerk. Seit den 1930er Jahren engagierte er sich in der kommunistischen Untergrundbewegung seiner Salzburger Heimat. Um 1940 wurde er Leiter des illegal existierenden Kommunistischen Jugendverbandes Salzburg (KJV).
Nach dem Beginn des Zweiten Weltkriegs beteiligte Stoiber sich als Angehöriger eines kommunistischen Untergrundnetzwerkes  unter Leitung von Franz Ofner an den Anstrengungen der verbliebenen kommunistischen Kreise innerhalb der deutschen Bevölkerung zur Bekämpfung der NS-Herrschaft von innen. So verbreitete er mit Gesinnungsfreunden gegen den Krieg gerichtete Flugblätter und nahm Anteil am Aufbau einer Untergrundorganisation, die aktive Aktionen durchführen sollte. Nach der Einberufung Franz Ofners leitete er bis zu seiner Einberufung zum Militärdienst 1941 die Gruppe. Die Leitung der von ihm aufgebauten kommunistischen Zelle übernahm an seiner Stelle die Schneiderin Rosa Hofmann.
Anfang 1942 wurden alle sozialistischen und kommunistischen Widerstandsgruppen im Raum Salzburg durch den aus Bayern stammenden Gestapo-Spitzel Josef Kirschner unterwandert und enttarnt. Stoiber wurde am 17. April 1942 verhaftet und unternahm am 24. April 1942 in der Haftanstalt Salzburg einen Suizidversuch, indem er sich vom zweiten Stockwerk des Gebäudes stürzte. Dabei trug er Schädelverletzungen, eine Gehirnerschütterung und mehrere Knochenbrüche davon. Im Herbst 1942 wurde Stoiber vor dem 2. Senat des Volksgerichtshofes unter dem Vorsitz von Walter Hartmann wegen Vorbereitung zum Hochverrat angeklagt. Im Urteil vom 2. November 1942 wurde er für schuldig befunden und zum Tode verurteilt. Im Urteilsspruch wurde dies damit begründet, dass das Volk dies angesichts der schweren Kriegslage „im Interesse seiner eigenen Sicherheit“ verlange. Das Urteil wurde im Sommer 1943 im Gefängnis Stadelheim vollstreckt.
Seine Schwester Irmgard war als politisch Verfolgte vom 10. Juli 1942 bis 29. März 1943 in Salzburg inhaftiert, wurde aber von der Anklage freigesprochen. Seine Mutter starb im Jahr 1967, sein Vater im März 1988 in einem Altersheim.

## Gedenken
Im Jahr 1994 wurde auf Initiative des antifaschistischen Personenkomitees der Ernst-Stoiber-Weg im Salzburger Stadtteil Maxglan West nach ihm benannt.
Am 18. April 2013  wurde zum Andenken an Ernst-Paul Stoiber in der Fanny-von-Lehnert-Straße 6 im Salzburger Stadtteil Elisabeth-Vorstadt ein Stolperstein verlegt.